# 千倉温泉
千倉温泉（ちくらおんせん）は、千葉県南房総市にある南房総温泉郷の一つ。千倉温泉・千倉海岸温泉・千倉海底温泉・千倉瀬戸浜温泉・千倉元湯温泉・しあわせ温泉の総称。千倉七浦温泉・矢原温泉を含むこともある。海岸沿いは南房総国定公園に指定されている。

## 泉質
薄い白濁色でとろみを持つのが特徴で「美肌の湯」と呼称されている。
- 以下、日本温泉協会認定の温泉別泉質[2]。

| 千倉温泉       | 硫黄泉                 |
| 千倉海岸温泉   | 塩化物泉               |
| 千倉瀬戸浜温泉 | 塩化物泉               |
| 千倉元湯温泉   | 塩化物泉               |
| しあわせ温泉   | 塩化物泉               |
| 千倉海底温泉   | その他（塩化物冷鉱泉） |

## 温泉街
房総半島および関東地方（伊豆諸島・小笠原諸島を除く）の最南端、太平洋に面し年間を通して温暖な太平洋側気候に恵まれており、遠くには伊豆七島を眺望できる景勝地に位置する。海岸沿いは南房総国定公園に指定されている。
千倉漁港の近辺に複数の宿泊施設が存在する。日帰りのみの温泉施設もあるが、多くは旅館・ホテルに温泉施設が設置されたものである。
周辺は海水浴場や別荘地、レジャー施設、マリンリゾートが多く並び、観光地・避暑地となっている。また、気候が温暖なことから花卉栽培も盛んで花畑が多い。
源泉名や宿泊施設での呼称によって温泉名称が異なり、千倉海岸温泉・千倉海底温泉・千倉瀬戸浜温泉・千倉元湯温泉・千倉七浦温泉・しあわせ温泉・矢原温泉などが存在する。そのため、近隣の温泉を併せて「千倉温泉郷」と呼称されることもある。

## 歴史

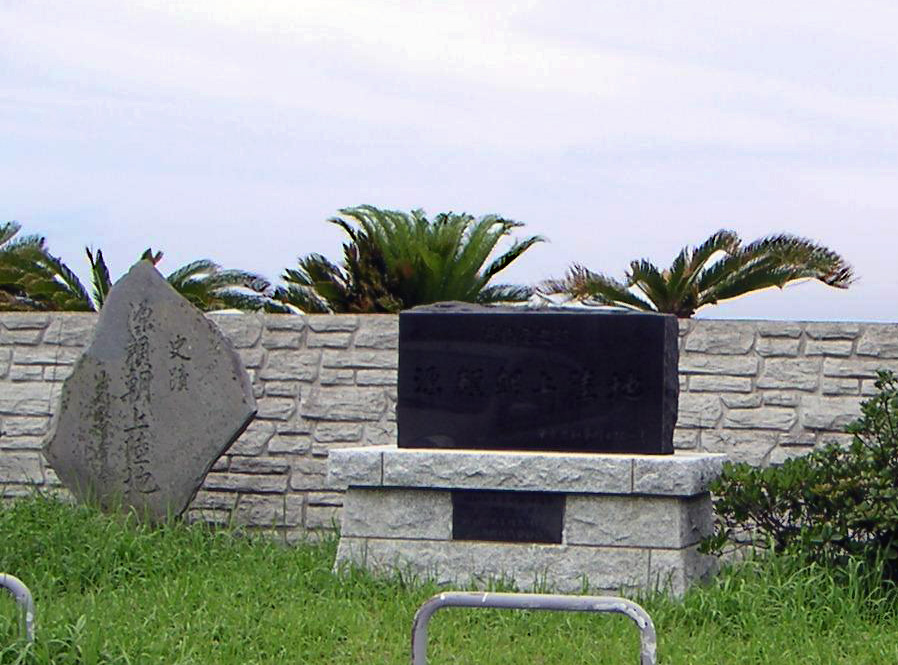
源頼朝上陸地（千葉県鋸南町）

千倉温泉の歴史は古く、鎌倉時代まで遡る。1180年（治承4年）、石橋山の戦いにて大庭景親ら平氏方との間で行われた戦いに敗れた源頼朝が再起を期して、箱根権現社別当行実に匿われた後に箱根山から真鶴半島へ逃れ、船を仕立てて現在の岩海水浴場（神奈川県真鶴町）から出航。頼朝らは海上で三浦一族と合流し、安房国を目指して落ち延びた。
海路安房国江見太海郷の郷士であった平野仁右衛門の領地「仁右衛門島」に身を寄せ、兵馬の増強を図る。千倉郷の狩場で愛馬「羽衣」が脚部を負傷し、路傍の湧き出でる泉に脚部を浸し浴したところ、数刻を経ずして正常な歩行に戻り、帰り民家に立ち寄り休憩し（民家は「お休み」と称して現存）帰館した。以来、頼朝はこの霊泉の効能を称賛し、来騎の度に家臣に命じ、時には加熱して入浴し、心身の疲れを取り英気を養ったと伝えられている。
その後、大正時代には東京市衛生試験所により温泉分析が行われ、検査表には房州千倉温泉と表記されていた。
千倉温泉というと源頼朝伝説を持つ硫黄泉を指したが、第二次世界大戦後、1950年代中期（昭和30年代）に入ると高度経済成長を背景に温泉掘削が増え始め、1954年（昭和29年）には当時の千倉町、白浜町、館山市など、主に南房総地域で温泉掘削が許可され、塩化物泉（一部の源泉では炭酸水素塩泉、硫酸塩泉など）の泉質を湧出させた。千倉温泉・千倉海岸温泉・千倉海底温泉・千倉瀬戸浜温泉・千倉元湯温泉・しあわせ温泉などを総称して千倉温泉郷と呼ばれるようになる。
太平洋岸は南房総の観光中心地域でもあり、温泉開発への投資が活発であったことから現在の温泉郷へと至る。

## 交通

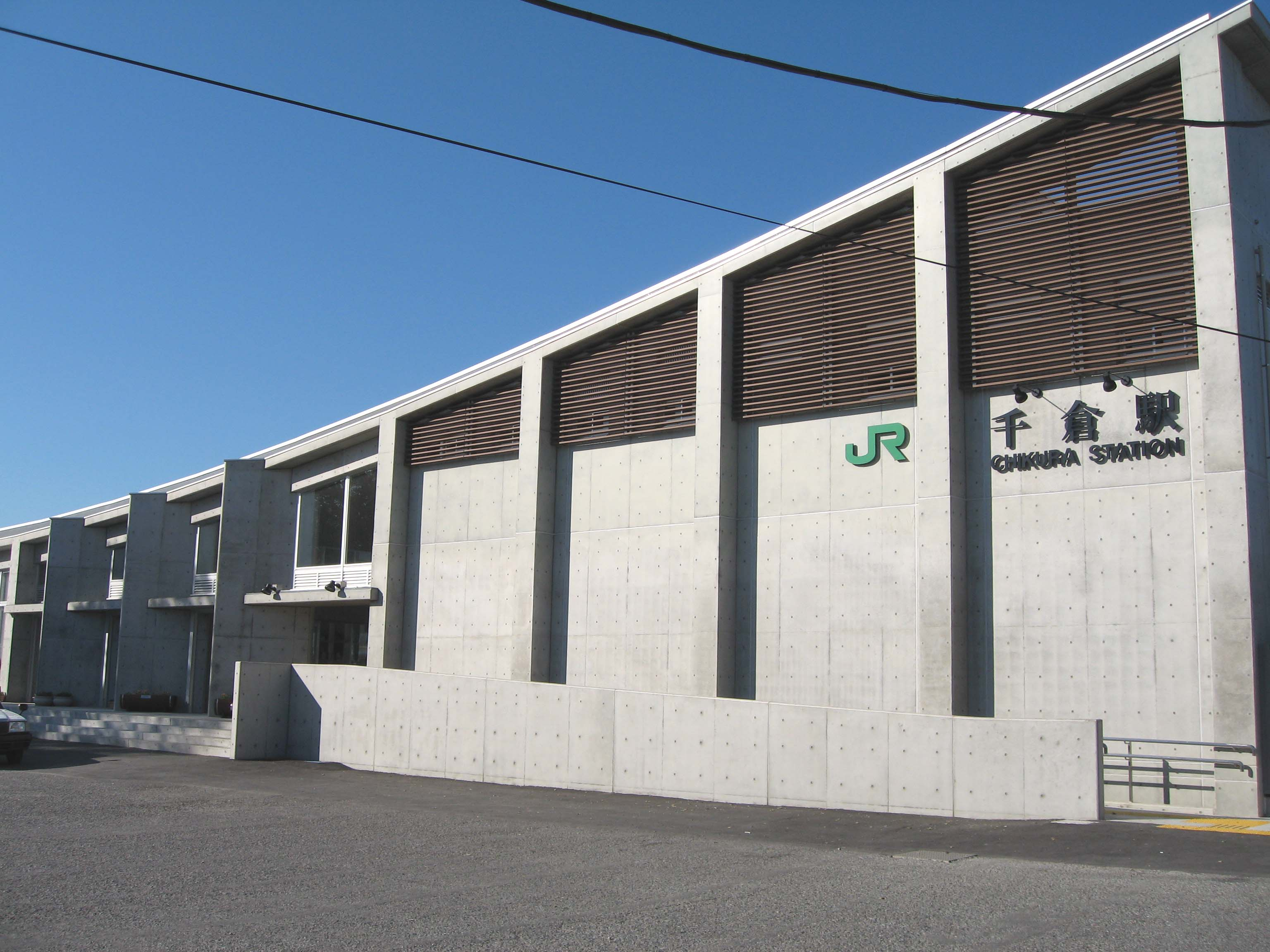
JR東日本「千倉駅」

### 公共交通機関
施設などによって最寄りは異なるが、JR東日本内房線「千倉駅」から房総フラワーライン（国道410号）沿いが主な最寄りとなっている。
- 館山日東バス
  - 館山駅 - 南総文化ホール前 - 安房地域医療センター - 九重駅前通り - 安東 - 千倉駅 - 寺庭 - 平館車庫 - 安房平磯 - 白間津 - 乙浜 - 安房白浜
  - 館山駅 - 南総文化ホール前 - 安房地域医療センター - 九重駅前通り - 安東 - 千倉駅 - ゆらり - 平館車庫 - 安房平磯 - 白間津 - 乙浜 - 安房白浜

### 高速バス
- 房総なのはな号：東京駅（乗車は八重洲南口、降車は日本橋口） - ハイウェイオアシス富楽里 - とみうら枇杷倶楽部 - 館山駅 - 九重駅前 - 千倉駅前 - 潮風王国 - 白浜郵便局前 - 安房白浜

### 自動車
- 高速道路
  - 東京湾アクアライン・館山自動車道「富浦インターチェンジ」
- 一般道路
  - 国道410号線
  - 房総フラワーライン
- 駐車場
  - 海水浴場周辺や各施設ごとに駐車場有

## 周辺情報

### 名所・旧跡
- 千倉漁港
  - ちくら漁港朝市
- 道の駅ちくら・潮風王国
- 瀬戸浜海岸
- 南千倉海水浴場
- 白間津のお花畑
- 社山
- 千倉総合運動公園
- KDDI千倉海底線中継所
- 高家神社 - 料理の神[10]
- 小松寺
- 青龍山　能蔵院
- 円蔵院
- 日運寺
- 海岸美術館
- ポピーの里　館山ファミリーパーク
- 野島埼灯台
- マザー牧場

### 近隣の温泉
- 白浜温泉
- 南房総岩井温泉
- 館山温泉
- 南総城山温泉

### 祭事・催事
- 海女祭り - 海の安全と豊漁を祈願[11]（7月20日、21日）
- 里見まつり - 南総里見八犬伝を元に観光振興のために始められることになった祭で[12]、10月に開催[13]。
- 白浜音頭全国大会 - 1992年（平成4年）9月26・27日に第1回が開催され[14][15][16][17]、2009年（平成21年）9月まで開催された[18]。房総の魅力500選に選定されている。